# فاتمير فاتا
فاتمير فاتا (بالألبانية: Fatmir Vata‏) (20 سبتمبر 1971 في ألبانيا - ) هو لاعب كرة قدم ألباني في مركز الوسط. شارك مع منتخب ألبانيا لكرة القدم. أما مع النوادي، فقد لعب مع أرمينيا بيليفيلد وفالدهوف مانهايم ونادي تيرانا وKF Burreli ‏ وHNK Orijent ‏ وHNK Vukovar '91 ‏ وNK Samobor ‏ ونادي كوبلنتس ونادي فوبرتال الرياضي ونادي سلافن بيلوبو.

## وصلات خارجية
- فاتمير فاتا على موقع الاتحاد الدولي (مؤرشف)  (الإنجليزية)
- فاتمير فاتا على موقع قاعدة بيانات كرة القدم.إي يو (الإنجليزية)
- فاتمير فاتا على موقع ناشيونال فوتبول تيمز (الإنجليزية)
- فاتمير فاتا على موقع عالم كرة القدم.نت (الإنجليزية)